# 소년은 울지 않는다 (2007년 영화)
"소년은 울지 않는다"는 2007년 공개하고, 2008년 극장 개봉한 배형준 감독의 영화이다.

## 출연진

### 주연
- 이완 : 종두 역
- 송창의 : 태호 역

### 조연
- 박그리나 : 순남 역
- 이기영 : 도철 역
- 안길강 : 명수 역
- 정경호 : 생쥐 역
- 박영서 : 덕배 역
- 강이석 : 기동 역
- 차승열 : 재국 역
- 한성진 : 상국 역
- 주민수 : 영남 역
- 엄민혁 : 우식 역
- 임영식 : 상일 역

### 단역
- 김정국 : 조직원 1 역
- 장인호 : 조직원 2 역
- 홍의정 : 조직원 3 역
- 이건문 : 용구 역
- 김건호 : 장씨 역
- 배형준 : 중년 신사 역
- 오권열 : 시골 순경 역
- 서대현 : 수용소 사내 1 역
- 장세준 : 수용소 사내 2 역
- 서명석 : 수용소 사내 3 역
- 김태환 : 시장 사내 1 역
- 서정주 : 시장 사내 2 역
- 최문환 : 시장 사내 3 역
- 강풍 : 넝마주의 1 역
- 안용우 : 넝마주의 2 역
- 김철준 : 넝마주의 3 역
- 고현웅 : 넝마주의 4 역
- 박종원 : 약장사 1 역
- 류창원 : 약장사 2 역
- 송영창 : 만기 역

## 수상
- 2009년 제30회 청룡영화상 신인남우상
- 2009년 제45회 백상예술대상 영화 남자신인연기상
- 2009년 제46회 대종상 영화제 신인남자배우상
- 2009년 제17회 춘사영화제 수상 신인남우상 (송창의)